# L'uomo
L'uomo è il primo album degli Osanna, pubblicato dalla Fonit Cetra nel 1971. Il disco fu registrato presso l'Auditorium Fonit Cetra di Milano (Italia). La copertina rappresenta i membri della band in un cerchio con il volto pitturato. Dal disco venne estratto e pubblicato un 45 giri (L'uomo\In un vecchio cieco).

## Tracce
Brani composti e arrangiati dagli Osanna
Lato A
1. Introduzione – 3:26
2. L'uomo – 3:33
3. Mirror Train – 4:55
4. Non sei vissuto mai – 6:00

Lato B
1. Vado verso una meta – 3:14
2. In un vecchio cieco – 3:30
3. L'amore vincerà di nuovo – 6:13
4. Everybody's Gonna See You Die – 3:04
5. Lady Power – 3:55

## Formazione
- Elio D'Anna - flauto, ottavino, sassofono tenore, sassofono baritono
- Lino Vairetti - voce, chitarra a dodici corde, armonica, organo hammond, sintetizzatore elettronico
- Danilo Rustici - chitarra solista, chitarra a dodici corde, organo a canne, probelectronic audio oscillator
- Lello Brandi - basso
- Massimo Guarino - batteria, percussioni
- Toto Calabrese - collaboratore agli effetti sonori
- Sergio Williams - collaboratore di testi inglesi
- Plinio Chiesa - tecnico del suono
- Mario Magenta - supervisore
- Gian Carlo Jametti - recordista[1]

### Curiosità
- Alla fine di Mirror Train vengono intonate le prime note del canto popolare/politico Bandiera Rossa[4].